# Union géographique internationale
Pour les articles homonymes, voir IGU.
L'Union géographique internationale (UGI, en anglais International Geographical Union, IGU) est une société de géographie internationale. Le premier congrès international de géographie s'est tenu à Anvers en 1871. Les réunions qui suivirent menèrent à la création d'une organisation permanente à Bruxelles en 1922. L'Union a 34 commissions et 4 task forces. Les commissions vont de la géographie appliquée, géographie humaine, genre et géographie, géographie marine, aussi bien que l'analyse des paysages et des ressources en eau. 
L'Union géographique internationale est membre du Conseil international pour la science (ICSU) et de l'International Social Science Council (ISSC), 

## Objectifs
L'UGI a sept objectifs :

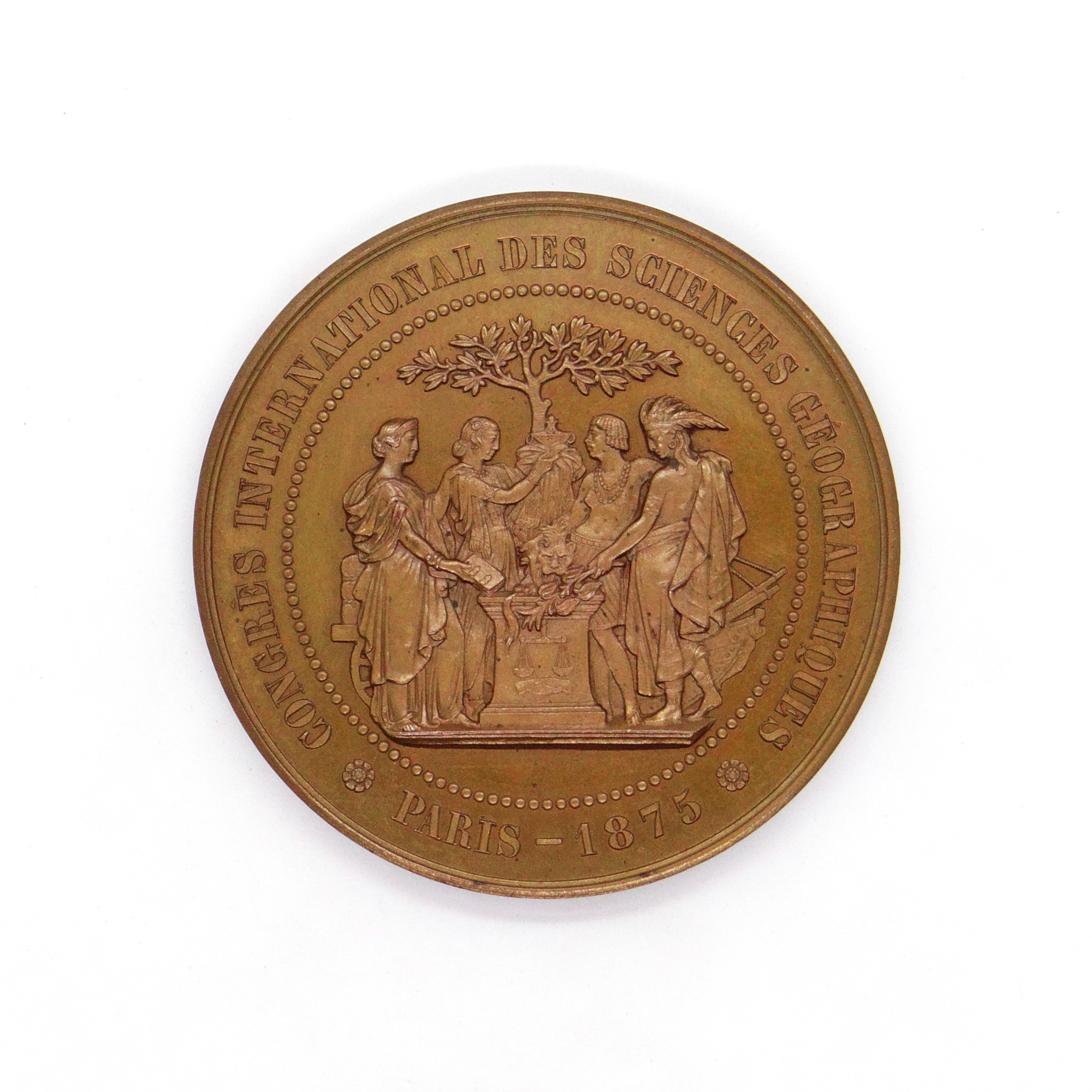
Médaille de participation au Congrès des Sciences géographiques de Paris en 1875.

1. promouvoir l'étude des problèmes géographiques ;
2. initier et coordonner des recherches géographiques requérant une coopération internationale et promouvoir des discussions scientifiques et des publications sur ces coopérations ;
3. fournir des participations de géographes dans le travail d'organisations internationales ;
4. faciliter la collecte et la diffusion de données et de documentation géographiques entre tous les pays membres ;
5. promouvoir des congrès internationaux de géographie, des conférences régionales et des symposiums spécialisés relatifs aux objectifs de l'Union ;
6. participer à tout autre forma appropriée de coopération internationale pour faire progresser l'étude et l'application de la géographie ;
7. promouvoir des standards, des méthodes de comparaison, des nomenclatures et des symboles internationalement utilisés en géographie.

## Présidents
- 1922–1924 :  Prince Roland Bonaparte
- 1924–1928 :  Général Nicola Vacchelli
- 1928–1931 :  Général Robert Bourgeois
- 1931–1934 :  Isaiah Bowman
- 1934–1938 :  Sir Charles Close
- 1938–1949 :  Emmanuel de Martonne
- 1949–1952 :  George B. Cressey
- 1952–1956 :  L. Dudley Stamp
- 1956–1960 :  Hans W. Ahlmann
- 1960–1964 :  Carl Troll
- 1964–1968 :  Shiba P. Chatterjee
- 1968–1972 :  Stanisław Leszczycki
- 1972–1976 :  Jean Dresch
- 1976–1980 :  Michael J. Wise
- 1980–1984 :  Akin L. Mabogunje
- 1984–1988 :  Peter Scott
- 1988–1992 :  Roland J. Fuchs
- 1992–1996 :  Herman Th. Verstappen
- 1996–2000 :  Bruno Messerli
- 2000–2004 :  Anne Buttimer
- 2004–2006 :  Adalberto Vallega
- 2008–2012 :  Ronald F. Abler
- 2012–2016 :  Vladimir Kolossov
- 2016-2020 :  Yukio Himiyama
- 2020–2024 :  Michael Meadows
- depuis 2024 :  Nathalie Lemarchand

## Secrétaires généraux et trésoriers
- 1922–1928 :  Sir Charles Close
- 1928–1931 :  Filippo de Filippi
- 1931–1938 :  Emmanuel de Martonne
- 1938–1940 :  Paul Michotte +  Marguerite Lefèvre
- 1940–1949 :  Marguerite Lefèvre
- 1949–1956 :  George H. T. Kimble
- 1956–1968 :  Hans Boesch
- 1968–1976 :  Chauncy D. Harris
- 1976–1984 :  Walther Manshard
- 1984–1992 :  Leszek A. Kosinski
- 1992–2000 :  Eckart Ehlers
- 2000–2008 :  Ronald Francis Abler
- 2008–2010 :  Woo-ik Yu
- 2010-2016 :  Michael Meadows

## Liste des congrès internationaux
- 1er – 1871 : Anvers
- 2e – 1875 : Paris
- 3e – 1881 : Venise
- 4e – 1889 : Paris
- 5e – 1891 : Berne
- 6e – 1895 : Londres
- 7e – 1899 : Berlin
- 8e – 1904 : Washington
- 9e – 1908 : Genève
- 10e – 1913 : Rome
- 11e – 1925 : Le Caire
- 12e – 1928 : Cambridge
- 13e – 1931 : Paris
- 14e – 1934 : Varsovie
- 15e – 1938 : Amsterdam
- 16e – 1949 : Lisbonne
- 17e – 1952 : Washington
- 18e – 1956 : Rio de Janeiro
- 19e – 1960 : Stockholm
- 20e – 1964 : Londres
- 21e – 1968 : New Delhi
- 22e – 1972 : Montréal
- 23e – 1976 : Moscou
- 24e – 1980 : Tokyo
- 25e – 1984 : Paris
- 26e – 1988 : Sydney
- 27e – 1992 : Washington
- 28e – 1996 : La Haye
- 29e – 2000 : Séoul
- 30e – 2004 : Glasgow
- 31e – 2008 : Tunis
- 32e – 2012 : Cologne
- 33e – 2016 : Pékin
- 34e – 2020 : Istanbul
- 35e – 2021 : Belfast
- 36e – 2022 : Paris
- 37e – 2024 : Dublin

## Récompenses
L'UGI attribue trois prix:
Le Lauréat d’Honneur est attribué à des personnes qui ont obtenu une distinction particulière ou qui ont rendu des services remarquables dans le travail de l’UGI ou dans la géographie internationale en géographie ou la recherche environnementale.
La Médaille Planète et humanité honore des individus (pas nécessairement des géographes) qui ont apporté des contributions remarquables aux questions environnementales.
Le Prix de la Fondation Dogan Mattei en géographie humaine est conféré à un géographe reconnu internationalement, en reconnaissance de sa réalisation scientifique exceptionnelle en géographie humaine sur une longue période de temps ou au cours de sa vie (le prix n'a été attribué qu'une seule fois, en 2008, et est désormais abandonné).